# Salza di Pinerolo
Salza di Pinerolo (Sansa in piemontese, Salsa in occitano) è un comune italiano di 65 abitanti della città metropolitana di Torino in Piemonte.

## Geografia fisica

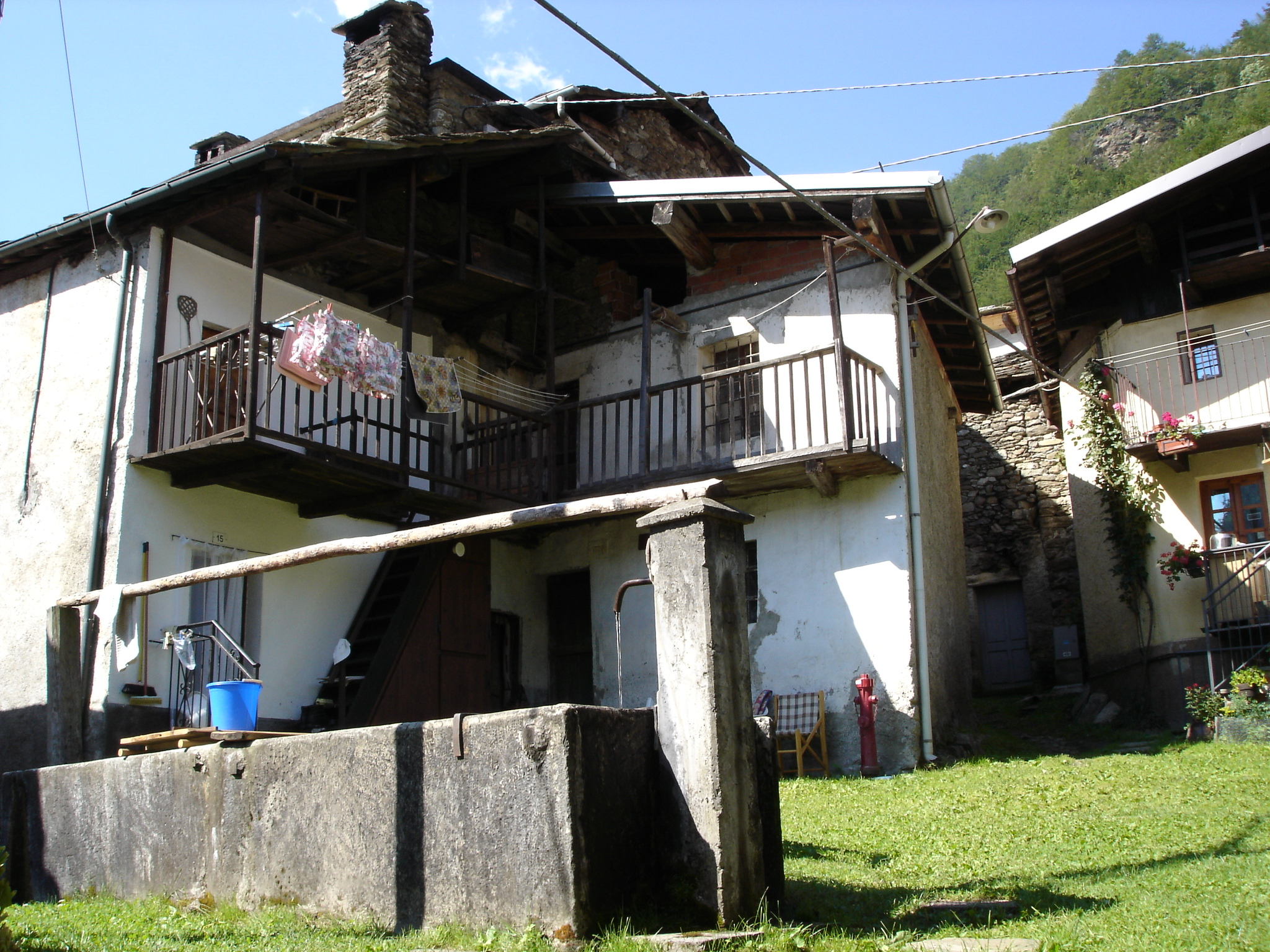
Edifici tradizionali in frazione Campo La Salza

Situato in un vallone laterale della Valle Germanasca, faceva parte della Comunità Montana Valli Chisone e Germanasca. 
Poco a monte dell'abitato di Didiero, in destra idrografica, si sviluppa la cosiddetta Abetina di Salza, un particolare bosco misto di abete bianco, albero piuttosto raro nelle Alpi Occidentali.
Da segnalare anche i numerosi murales sparsi per il paese dedicati ad alcuni grandi cantautori italiani.

## Origini del nome
Il nome deriva da salicia, dal significato di "salice" o "saliceto".

## Storia

### Simboli
Lo stemma e il gonfalone del comune di Salza di Pinerolo sono stati concessi con decreto del presidente della Repubblica del 2 marzo 2007.
Il gonfalone è un drappo di rosso.

## Società

### Evoluzione demografica
Abitanti censiti

## Cultura

### Eventi
- Festa dei Roudoun - festa dei campanacci dedicata ai pastori della valle[8]
- Festa Patronale (Natività della B. V. Maria, 8 settembre)
- Salza Music - festival estivo di musica[9]

## Geografia antropica

### Frazioni
Il paese è diviso in diverse frazioni: Didiero (capoluogo), Campoforano, Coppi, Serre, Inverso, Meynier, Fontane e Serrevecchio.

## Amministrazione

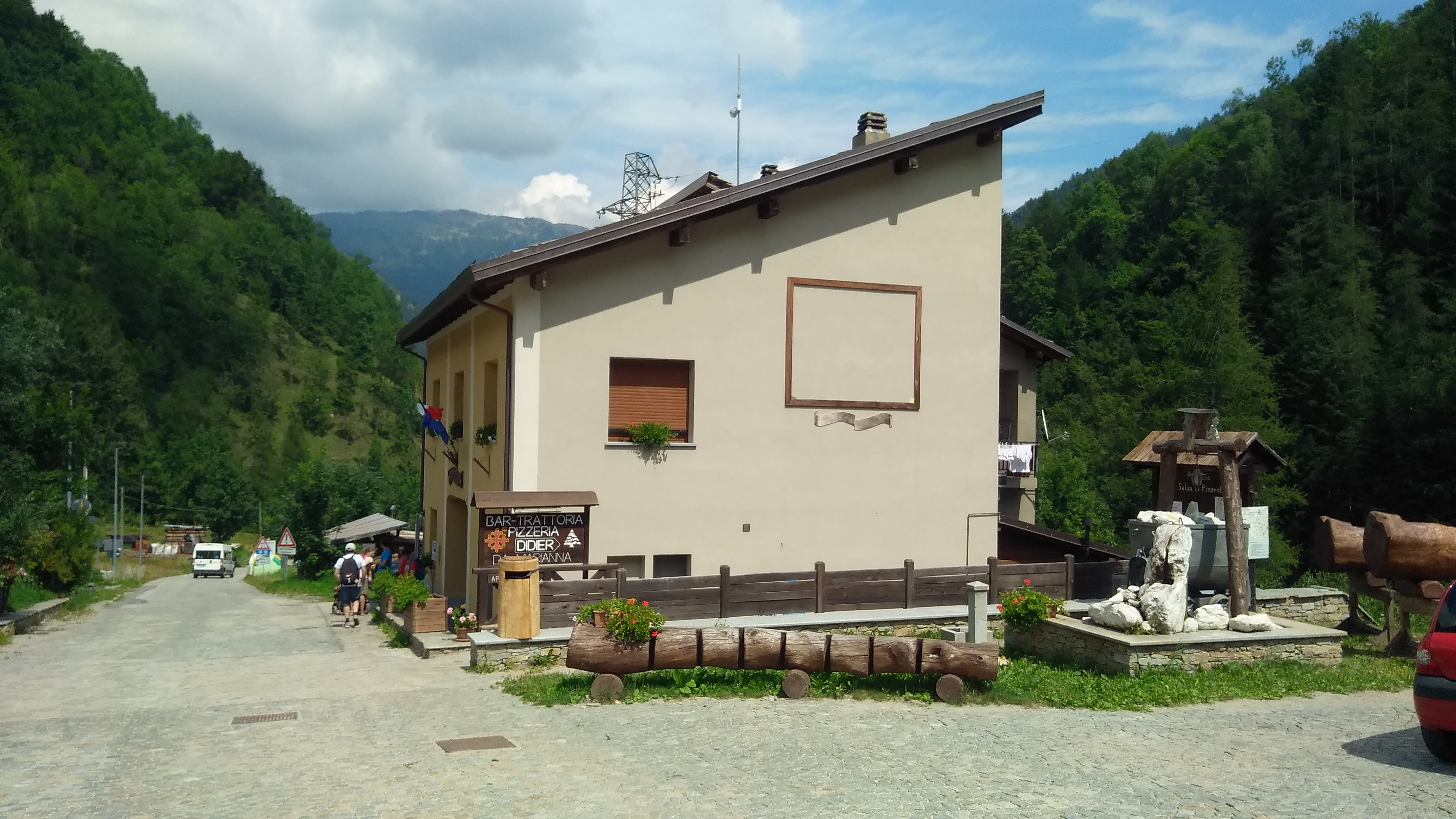
Il municipio

Di seguito è presentata una tabella relativa alle amministrazioni che si sono succedute in questo comune.
| Periodo        | Periodo        | Primo cittadino     | Partito                    | Carica  | Note   |
| -------------- | -------------- | ------------------- | -------------------------- | ------- | ------ |
| 20 giugno 1985 | 29 maggio 1990 | Corrado Sanmartino  | dem.prol                   | Sindaco | [ 10 ] |
| 29 maggio 1990 | 24 aprile 1995 | Bruno Enrico Breuza | Partito Comunista Italiano | Sindaco | [ 10 ] |
| 24 aprile 1995 | 14 giugno 1999 | Bruno Enrico Breuza | centro-sinistra            | Sindaco | [ 10 ] |
| 14 giugno 1999 | 14 giugno 2004 | Bruno Enrico Breuza | lista civica               | Sindaco | [ 10 ] |
| 14 giugno 2004 | 8 giugno 2009  | Franco Sanmartino   | lista civica               | Sindaco | [ 10 ] |
| 8 giugno 2009  | 26 maggio 2014 | Franco Sanmartino   | lista civica               | Sindaco | [ 10 ] |
| 26 maggio 2014 | 27 maggio 2019 | Ezio Sanmartino     | lista civica Per Salza     | Sindaco | [ 10 ] |
| 27 maggio 2019 | 10 giugno 2024 | Ezio Sanmartino     | lista civica Per Salza     | Sindaco | [ 10 ] |
| 10 giugno 2024 | in carica      | Ezio Sanmartino     | lista civica Per Salza     | Sindaco | [ 10 ] |

### Altre informazioni amministrative
Il comune faceva parte della Comunità Montana Valli Chisone e Germanasca.